# Aftershock (film 1990)
Aftershock è un film statunitense del 1990 diretto da Frank Harris.

## Trama
Un alieno visita la Terra durante la Terza Guerra Mondiale, impara l'inglese assorbendo un dizionario e incontra terrestri buoni e cattivi.